# Michael Rüdiger
Michael O. Rüdiger (* 17. Juni 1955 in Berlin, genannt M. O. Rüdiger) ist ein deutscher Schauspieler, Journalist und Filmemacher.

## Leben und Beruf
M.O. Rüdiger machte seine Schauspielausbildung bei Marlise Ludwig. Er spielte von 1974 bis 1989 kontinuierlich Theater und wirkte in einigen deutschen Fernsehproduktionen mit. Nach seiner Rolle als Matthias Zimmermann bei Gute Zeiten, schlechte Zeiten war er nicht weiter im Fernsehen zu sehen.
Er absolvierte ein Studium der Theaterwissenschaft, Germanistik und Geschichte. Danach begann er als Journalist beim Fernsehen (RIAS TV, SFB, ARTE, NDR). Mittlerweile ist er kamerafähiger Autor. Für die 110-minütige Transit-Film-Produktion Ernst Lubitsch in Berlin – Von der Schönhauser Allee nach Hollywood wirkte er als Kameramann. 1998 gründete M. O. Rüdiger die VISIONE Film- und Fernsehproduktion Berlin, in der er als Creative Producer tätig ist.

## Filmografie (Auswahl)

### Film und Fernsehen / Schauspieler
- 1983: Mensch Teufel, noch mal!
- 1983: Lea
- 1987: Diplomaten küsst man nicht
- 1993–1995: Gute Zeiten, schlechte Zeiten

### Regie
- 1998: Eine Handvoll Sicherheit
- 1999: Gleise überqueren – aber sicher[1]
- 2001: Schienenfahrzeuge instand halten – aber sicher[1]
- 2002: Selbst sichern im Gleisbereich – aber sicher[1]

### Autor und Kamera
- 2003: Oskar Niemeyer – der Architekt der Kurven
- 2003: Graz – Kulturhauptstadt Europas
- 2010: Entredeux – Raumatmosphären I[2]
- 2010: Entredeux – Raumatmosphären II[3]
- 2010: Hoch hinaus
- 2011: Platz des 9. November 1989 – Wir bauen für die Geschichte
- 2012: Guimarães – Kulturhauptstadt Europas
- 2012: Claudia Rogge – EverAfter
- 2013: Schweizer Viertel
- 2014: Adolphe Sax
- 2014: Heimat schaffen (home is where the heart is 1)
- 2015: Heimat schaffen (home is where the heart is 2)[4]
- 2016: Metropolenreport: Lübeck

### Kamera
- 2006: Ernst Lubitsch in Berlin – Von der Schönhauser Allee nach Hollywood[5]
- 2008: Sao Paulo – werbefrei